# Free State Cheetahs
Die Free State Cheetahs (deutsch die Freistaat-Geparden; früher nur Free State oder Vrystaat genannt; aus Sponsoringgründen derzeit auch als Toyota Free State Cheetahs bezeichnet, Afrikaans: Vrystaat Jagluiperds) sind eine südafrikanische Rugby-Union-Mannschaft. Sie spielt im Currie Cup und ihr Spielbetrieb wird von der Free State Rugby Union (FSRU) organisiert. Die Heimspiele werden im Free-State-Stadion in Bloemfontein ausgetragen. Der Verband stellt Spieler für das Franchise-Team Central Cheetahs, das im international besetzten Super 14 spielt.

## Geschichte
Die Orange Free State Rugby Union, heute die FSRU, wurde 1895 gegründet und gehört damit zu den ältesten Regionalverbänden Südafrikas. Das erste Finale im Currie Cup erreichte man jedoch erst 1973 und verlor dort gegen Northern Transvaal. 1976 folgte der erste von vier Siegen, in den Jahren darauf gelangen einige weitere Finalteilnahmen. Darauf folgten Spielzeiten, in denen die Free State Cheetahs nicht an diese Erfolge anknüpfen konnten. Erst 2005 gelang erneut der Sieg im Currie Cup. Im Jahr darauf teilte man sich den Gewinn mit den Blue Bulls, nachdem das Finalspiel 28:28 unentschieden geendet war. 2007 gelang der dritte Sieg in Folge, 2008 scheiterte man im Halbfinale.

## Erfolge
Sieger Currie Cup: 1976, 2005, 2006*, 2007
* In diesem Jahr teilten sich die Free State Cheetahs den Sieg mit den Blue Bulls.

## Bekannte aktuelle und ehemalige Spieler
- Jannie du Plessis
- Os du Randt
- Marius Joubert
- Ollie le Roux
- Jongi Nokwe
- Juan Smith
- CJ van der Linde